# Фібула

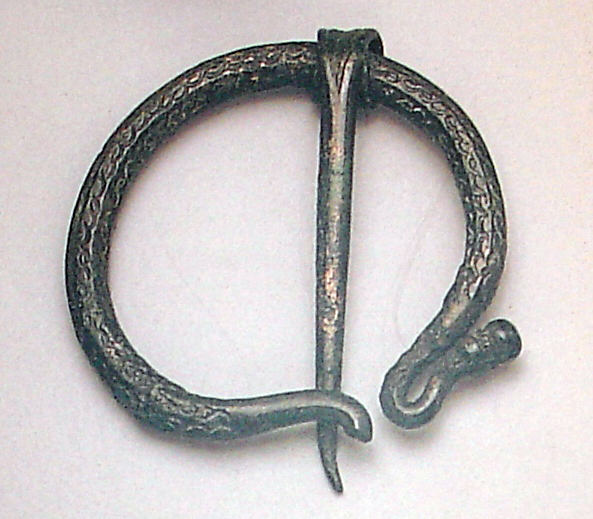
Один з найпростіших видів фібул.

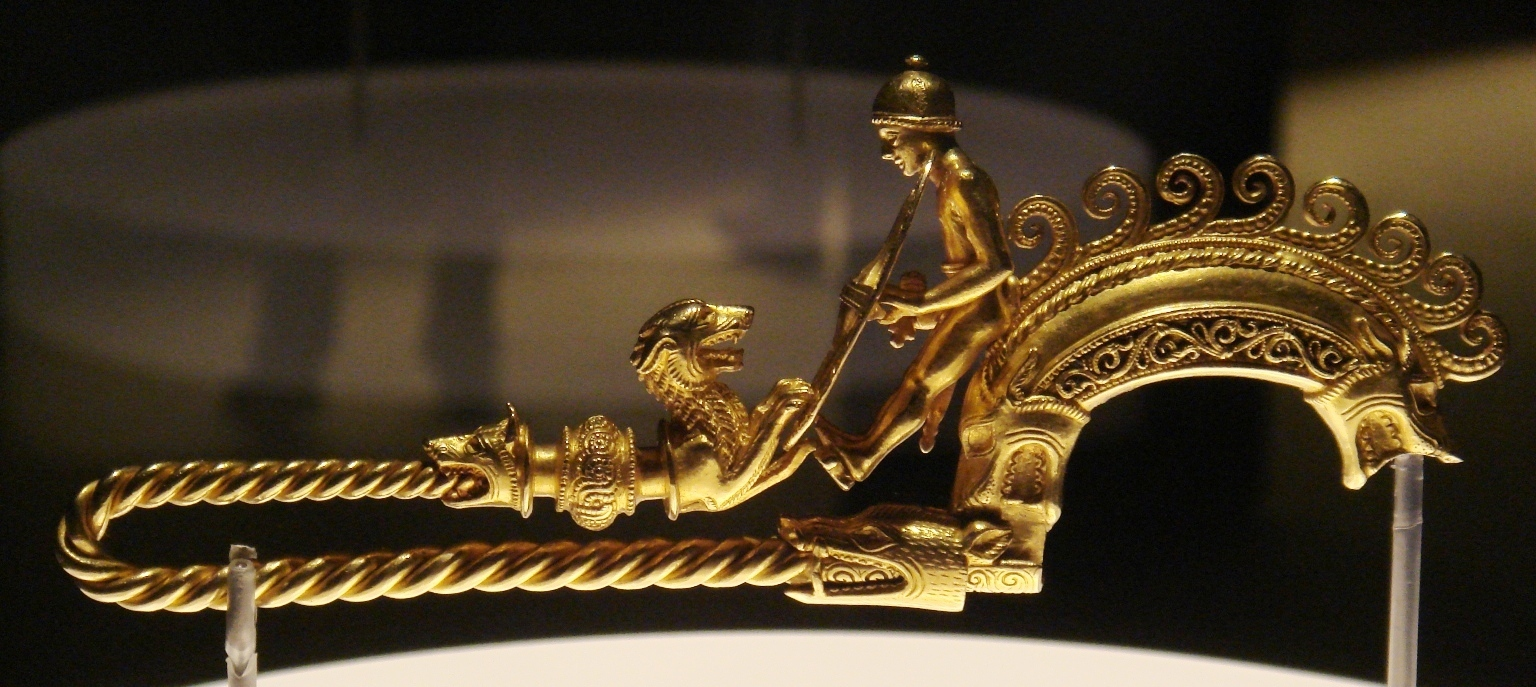
Фібула Браганца, ІІІ ст. до н. е., Британський Музей

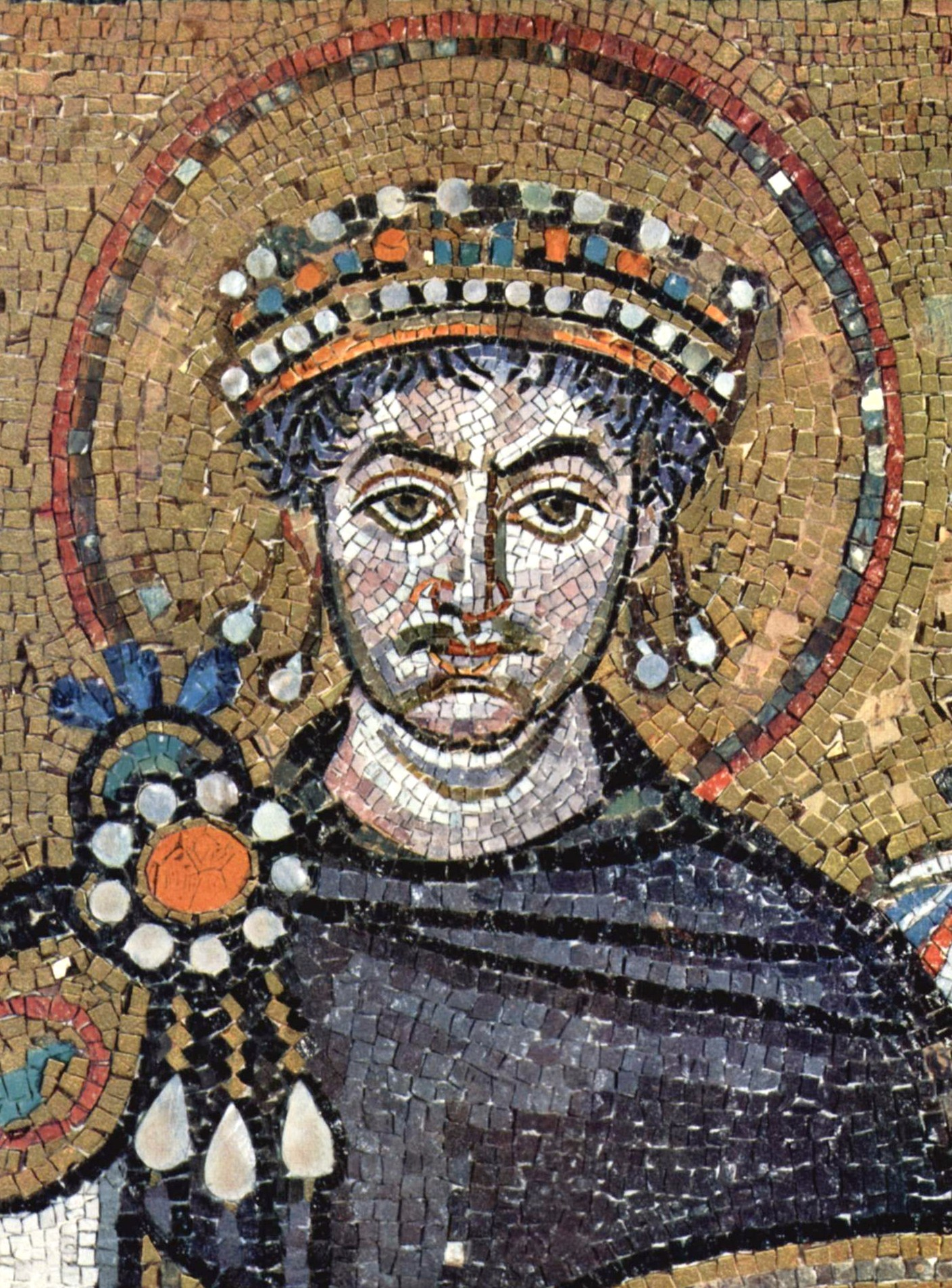
Фібула в імператора Юстиніана (мозаїка)

Фібула з с. Половці Чортківського р-ну Тернопільської обл. (VIII—VII ст. до н. е.)

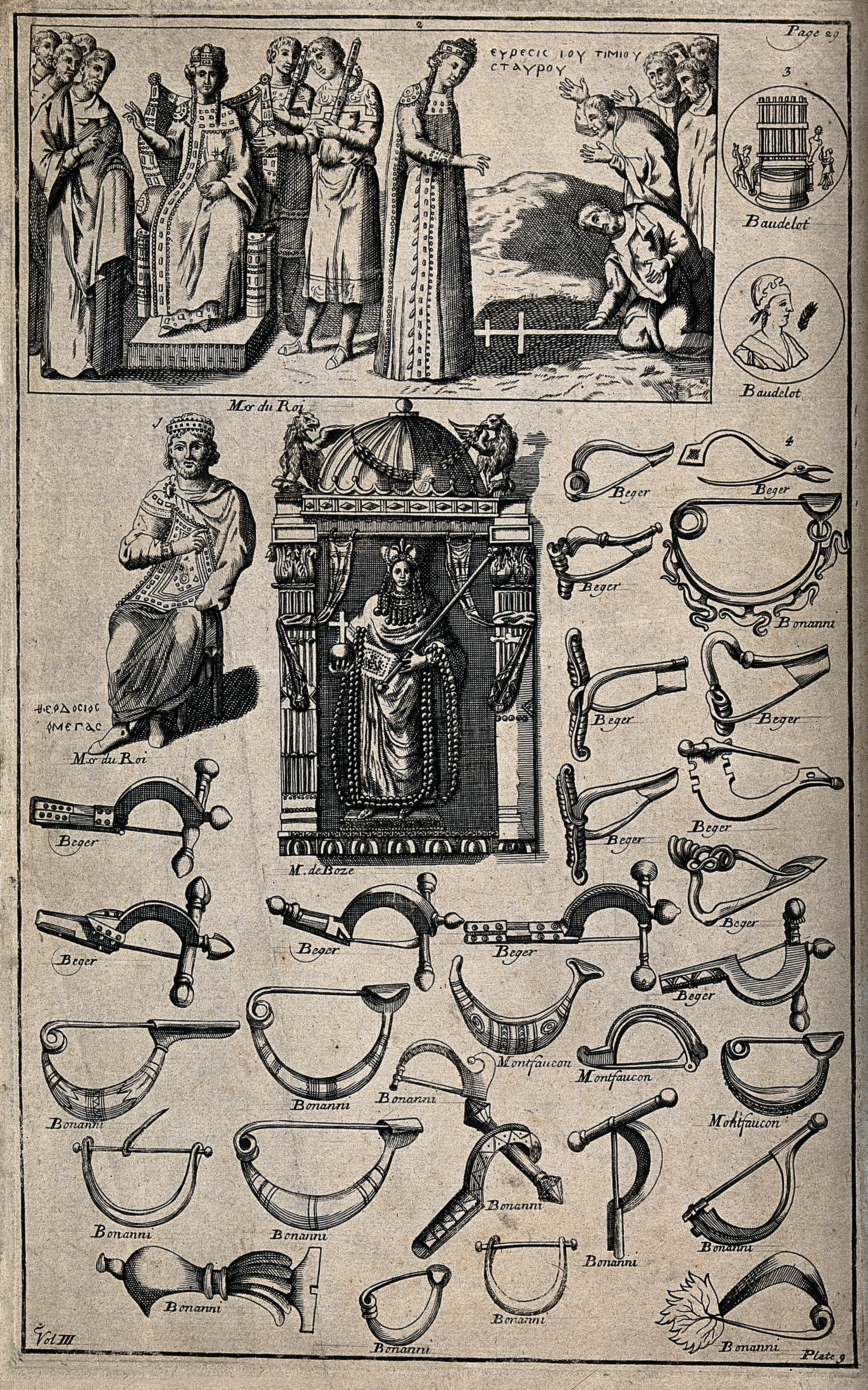
Різновид фібул

Фі́була (лат. fibula — «скобка») — металева застібка, яка одночасно виконувала роль прикраси. Як правило, фібула складалася з голки, корпуса та пружини. Фібули відомі з бронзової доби і проіснували до раннього середньовіччя. Фібули часто слугували для защіпання плащів на одному плечі. В археології фібули сприяють датуванню культурних шарів, оскільки форма їх змінювалася протягом різних історичних періодів.  
Починаючи з залізної доби, фібули зустрічаються постійно в різних місцезнаходженнях. Фібули, відкриті в європейських місцезнаходженнях, поділяються на три групи: угорсько-скандинавські, грецькі та італійські.  
Територія України багата на знахідки фібул, завезених із Римської імперії, готські фібули. Окрім того, найдавніша відома в Європі форма для відливання пальчастих фібул знайдена біля села Бернашівки Могилів-Подільського району Вінницької області у майстерні слов'янського ювеліра, V–VI ст. н. е. . Пружинні бронзові фібули місцевого виробництва знайдено також у поселеннях висоцької культури (VIII–VII ст. до н. е.) в межиріччі Збруча та Стрипи. Їх вигнуті спинки прикрашені бронзовими намистинками.
Широко застосовувались до періоду Середньовіччя, поки на зміну не прийшли ґудзики.